# Libnotes augustana
Libnotes augustana là một loài ruồi trong họ Limoniidae. Chúng phân bố ở miền Australasia.